# عدل‌آباد (آرادان)
عدل‌آباد، روستایی از توابع بخش مرکزی شهرستان آرادان در استان سمنان ایران است.

## جمعیت
این روستا در دهستان یاتری قرار دارد و براساس سرشماری مرکز آمار ایران در سال ۱۳۸۵، جمعیت آن زیر سه خانوار بوده‌است. این روستا از روستاهای الیکایی نشین می باشد و اهالی آن به گویش الیکایی گویش می کنند.